# Ameni (tábornok)
Ameni ókori egyiptomi hivatalnok volt a XII. dinasztia idején, nagy valószínűséggel II. Amenemhat uralkodása alatt. Néhány sztéléről ismert (Párizs, Louvre C 35, Kairó, Egyiptomi Múzeum CG 20546, London, British Museum 162), melyek egykor Abüdoszban álltak egy kápolnában. A sztéléken Ameni címei: „nemesember”, „cselekvésben az első”, „királyi pecsétőr”, „egyetlen barát” és „a csapatok nagy elöljárója”. Utóbbi minőségében ő felelt a hadjáratokban és az építkezéseken részt vevő emberek szervezéséért.
Ameni apja Kebu volt. Feleségeként mindhárom sztélén másik nőt említenek, nevük Itet, Renefanh és Medhu. Ameni sírját megtalálták Listnél, de még nem tárták fel teljesen. A sztéléket nem datálták uralkodó nevével, de stilisztikai alapon megállapítható, hogy valószínűleg I. Szenuszert és II. Amenemhat idején készülhettek. Egyes, önéletrajzi szövegekben használt kifejezések alapján inkább az utóbbi uralkodó idejére datálhatóak.

## Fordítás
- Ez a szócikk részben vagy egészben  az   Ameny (general) című angol Wikipédia-szócikk ezen változatának fordításán alapul.  Az eredeti cikk szerkesztőit annak laptörténete sorolja fel. Ez a jelzés csupán a megfogalmazás eredetét és a szerzői jogokat jelzi, nem szolgál a cikkben szereplő információk forrásmegjelöléseként.